# Aldunate
Aldunate es un lugar español del municipio de Urraúl Bajo, perteneciente a la Comunidad Foral de Navarra.

## Toponimia
El lugar es conocido como Alduate en euskera.

## Historia
Hacia mediados del siglo XIX, el lugar, ya por entonces perteneciente a Urraúl Bajo, tenía contabilizada una población de 70 habitantes. Aparece descrito en el primer volumen del Diccionario geográfico-estadístico-histórico de España y sus posesiones de Ultramar de Pascual Madoz con las siguientes palabras:

ALDUNATE: l. del valle y ayunt. de Urraul-bajo en la prov., aud. terr. y c. g. de Navarra, merindad y part. jud. de Sangüesa, dióc. de Pamplona (5 leg.), arciprestazgo de Lónguida: sit. enmedio de dos montes, de los cuales el que se eleva por el O. tiene bastante altura. Consta de 8 casas y de una igl. parr. dedicada á S. Facundo, servida por un cura parr. titulado abad, cuya plaza provee el diocesano mediante oposicion. Para la educacion primaria de los niños sostiene con el pueblo de Nardues un maestro dotado con 864 rs. Hay una fuente de piedra labrada, cuyas esquisitas aguas, únicas en el térm., aprovechan los hab. para surtido de sus casas, abrevadero de ganados y bestias de labor. Confina el térm. con los de Nardues, Aibar, Tabar, Izco y el de Olaz de Lumbier. El terreno aunque montuoso y cubierto de escabrosidad es bastante fértil: abraza 1,900 robadas; de ellas hay 1,500 en cultivo, reputándose 300 de 1.ª clase, 500 de 2.ª y las restantes de 3ª. Entre las incultas se comprende un monte de robles, maleza y pastos para el ganado: prod.: trigo, cebada, avena, maiz, vino, cáñamo, legumbres y hortaliza; cria ganado vacuno, mular, de cerda, lanar y cabrio; caza de liebres, conejos y perdices, con algunos lobos, zorras y otros animales dañinos. pobl.: 13 vec.: 70 alm.: contr. con su ayunt. y valle.
(Madoz, 1845, p. 520)

En 2023, la entidad singular de población tenía empadronados 17 habitantes.

## Patrimonio

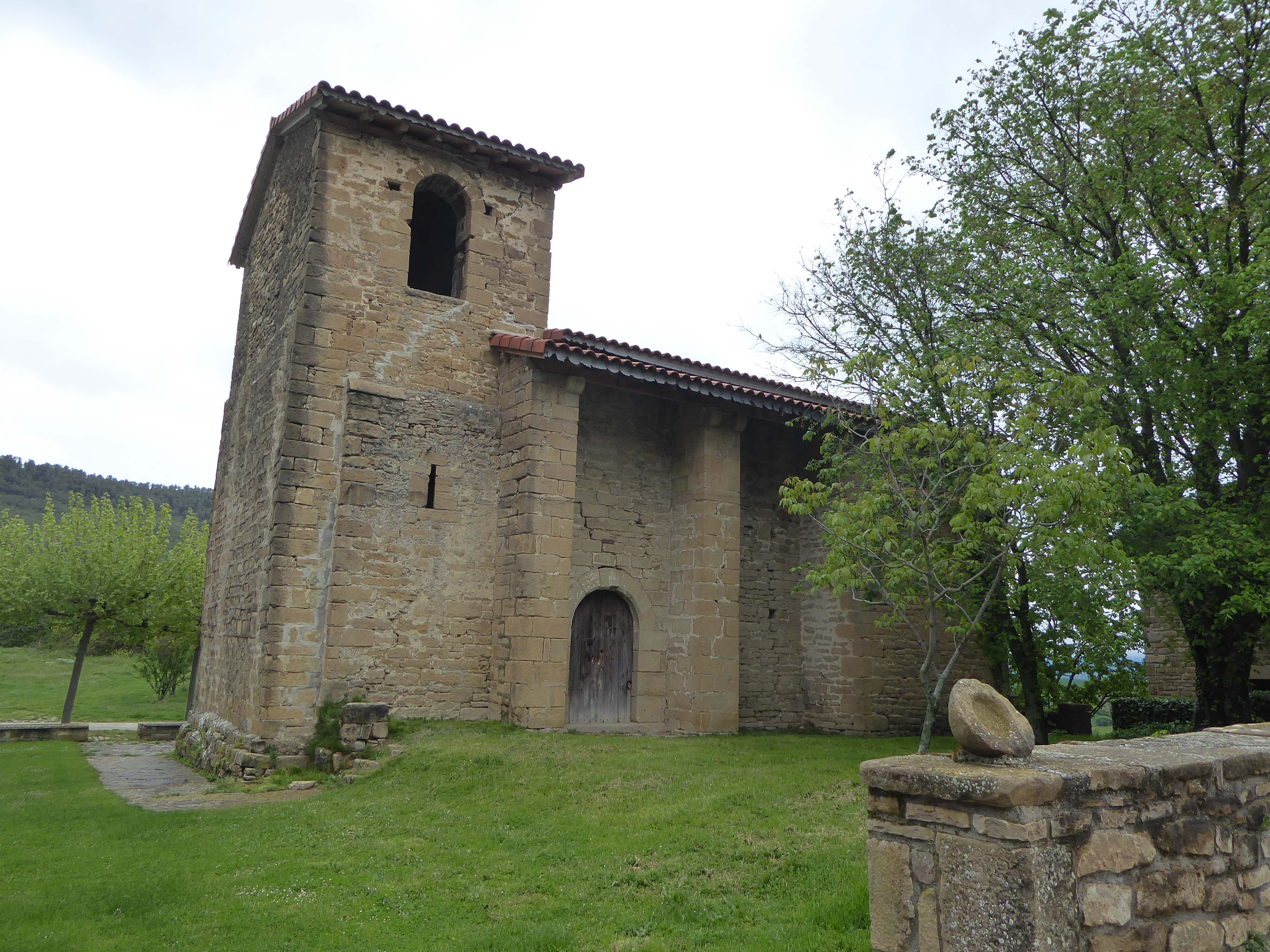
La iglesia de San Facundo

Hay en el lugar una iglesia de San Facundo.